# Marteko Euriak
Marteko Euriak (en euskera, «lluvias de Marte» o «lluvia en Marte») es el octavo álbum de estudio de la banda colombiana 1280 Almas. El nombre del álbum se debe a que su grabación y producción se realizó en el País Vasco, de ahí que su nombre se escriba en euskera. Fue producido por la banda en su sello independiente La Coneja Ciega; lanzado oficialmente el 19 de julio de 2018 con un concierto en el Auditorio Mayor de la Fundación Universitaria del Área Andina; y publicado en plataformas digitales y CD. 
El primer sencillo del álbum fue «Salvaje vagabundo»; desde su lanzamiento logró una buena recepción por sus seguidores y aceptación de la crítica. El segundo sencillo, «Pasajero», fue lanzado en conjunto como parte del maxi La Oscuridad. Un tercer corte de difusión fue el lanzamiento del video de «Barricada» promocionado por redes sociales de la banda.

## Lista de temas
Todas las canciones escritas y compuestas por 1280 Almas. 
| Marteko Euriak |                              |          |  |
| N.º            | Título                       | Duración |  |
| 1.             | «Corrimiento al rojo»        | 4:16     |  |
| 2.             | «Miserable»                  | 3:17     |  |
| 3.             | «Barricada»                  | 3:24     |  |
| 4.             | «Salvaje vagabundo»          | 3:08     |  |
| 5.             | «Rey en harapos»             | 2:45     |  |
| 6.             | «Chica feral»                | 2:46     |  |
| 7.             | «Herencia»                   | 3:49     |  |
| 8.             | «La ruta del asteroide»      | 2:00     |  |
| 9.             | «Canción de la cuna macabra» | 3:49     |  |
| 10.            | «Dignidad de mercenario»     | 2:38     |  |
| 11.            | «El beso del aguacero»       | 3:57     |  |
| 12.            | «Pasajero»                   | 2:33     |  |
| 13.            | «Sol de apocalipsis»         | 3:50     |  |
| 14.            | «El viejo»                   | 2:56     |  |
| 45:04          |                              |          |  |

## Músicos
- Camilo Bartelsman - batería.

- Fernando del Castillo - voz.

- Leonardo López - percusión latina.
- Francisco Nieto - guitarra.

- Juan Rojas - bajo.
- Hernando Sierra - guitarra.
- César Rojas - guitarra en vivo.